# Église Saint-Joseph et monument aux morts de La Chapelle-Bouëxic
L'église Saint-Joseph de La Chapelle-Bouëxic est une église catholique située à La Chapelle-Bouëxic, en France. Construite au XVIIIe siècle, elle est inscrite aux monuments historiques.

## Localisation
L'église se trouve au centre de la commune de La Chapelle-Bouëxic, elle-même située dans le département français d'Ille-et-Vilaine, à une trentaine de kilomètres au sud-ouest de Rennes.

## Histoire
À l'origine, le village de La Chapelle-Bouëxic est desservi par une chapelle consacrée à sainte Brigitte. Cette chapelle devient tréviale en 1676, puis est érigée en paroisse en 1711. La chapelle Sainte-Brigitte est alors remplacée par l'édifice actuel, consacré à saint Joseph. Il est remanié au milieu du XIXe siècle, puis agrandi à l'est à partir de 1908. À la sortie de la Première Guerre mondiale, un monument aux morts est construit sur le flanc de l'église.
L'église est inscrite aux monuments historiques en 2015, en même temps que le château de La Chapelle-Bouëxic immédiatement voisin et que le monument aux morts adossé à l'église.

## Description

### L'église
L'église, non orientée, est construite sur un plan en croix latine, avec une nef à vaisseau unique. Le clocher se dresse au-dessus de la croisée du transept ; ce dernier et l'abside sont à pans coupés. La sacristie est accolée au chevet. L'église est couverte par des voûtes en berceau et à croisées d'ogives, puis par un toit à longs pans en ardoise. Les murs sont construits en appareil mixte, mêlant pierre de taille et moellon pour la taille, et granite et tuffeau pour le matériau.

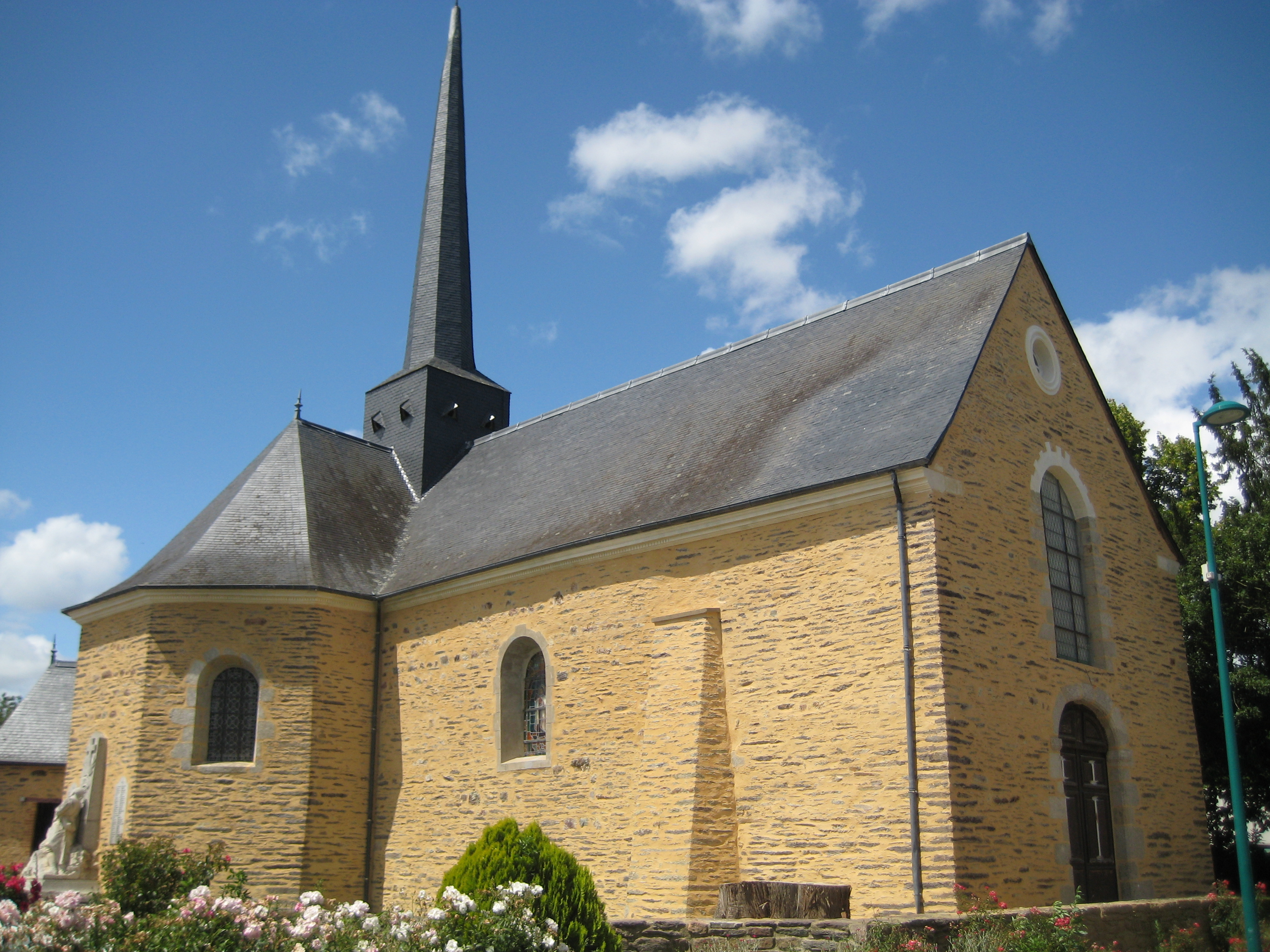
La nef et le transept gauche
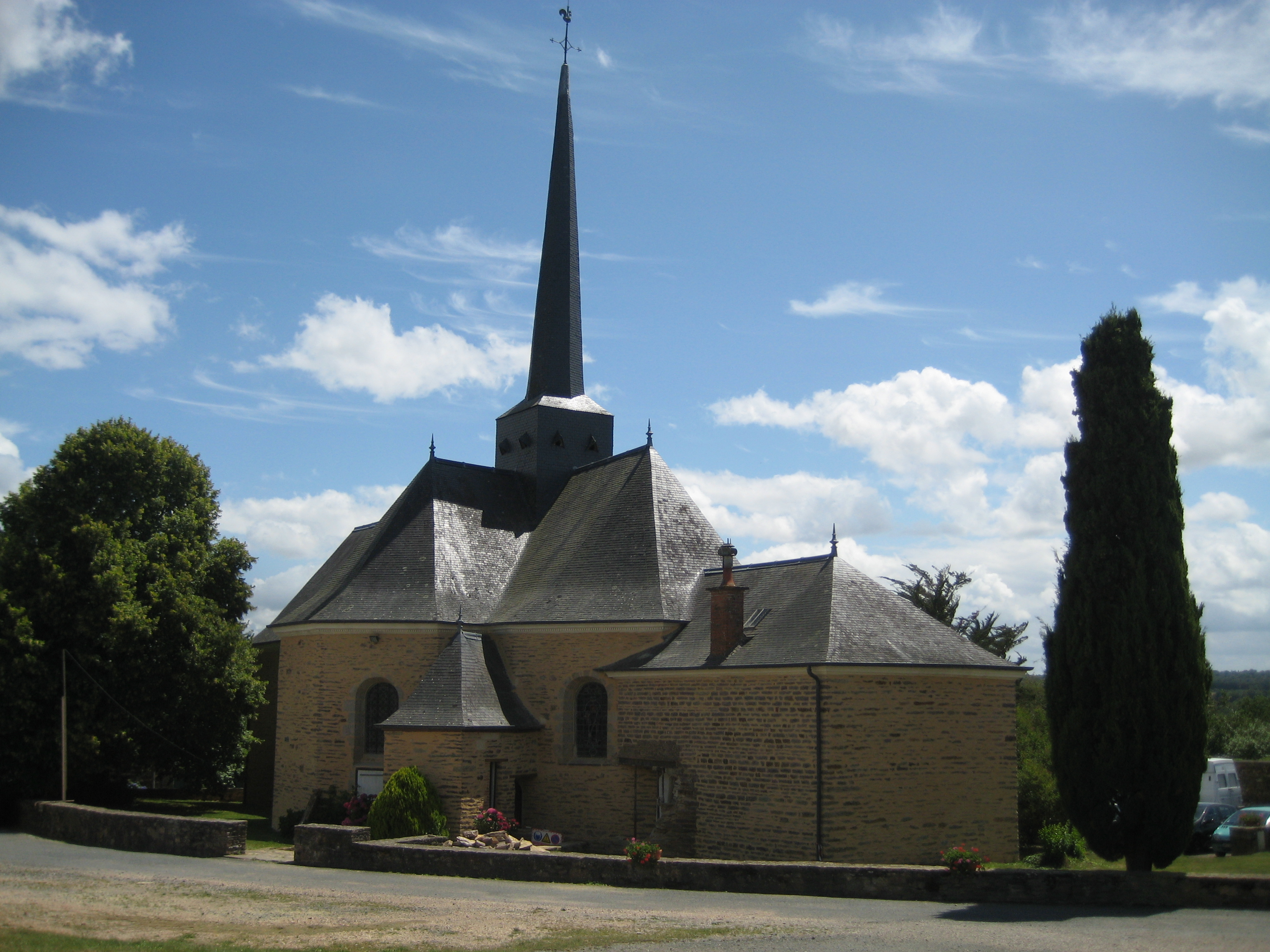

### Le monument aux morts
Le monument aux morts, adossé à l'église, est sculpté en calcaire. Il est composé de deux plaques listant les morts de la première guerre mondiale, encadrant une stèle représentant un soldat agonisant au pied de la croix. Le socle porte cette mention : "Aux enfants de la Chapelle-Bouëxic morts pour la patrie".

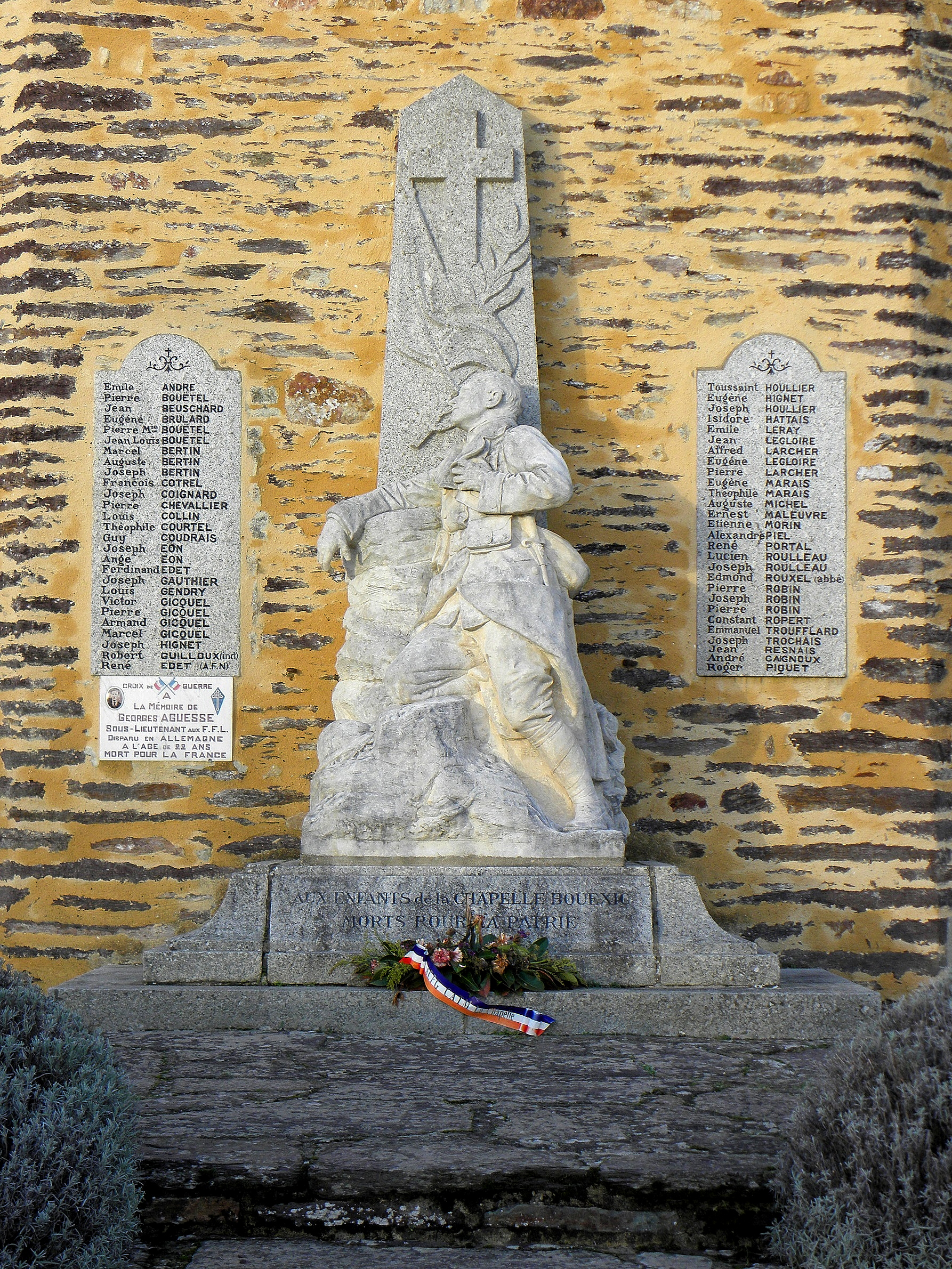
Monument aux morts de la Grande Guerre

## Mobilier de l'église
L'église contient trois retables classés monuments historiques : 
- Le retable du maître autel est réalisé en 1731-1732 par les sculpteurs Bertrand Fortin et Thomas Lejour. Il comprend un tableau représentant la Sainte Famille, copie de la Sainte Famille de Nicolas Poussin, encadré par deux statues de sainte Brigitte et saint Joseph[2],[6].
- Le retable de l'autel nord, réalisé dans la première moitié du XVIIIe siècle, comprend un tableau de la Présentation de Jésus au Temple, qui serait une copie d'une gravure de Pierre-Imbert Drevet réalisée à partir d'un tableau de Louis de Boullogne le Jeune, ainsi que des statues de saint Jean Baptiste et de la Vierge à l'Enfant[7].
- Le retable de l'autel sud, contemporain de celui de l'autel nord, comprend un tableau de la Vierge de Pitié, encadré par des statues de saint Bernard et de saint Louis. Le tableau serait l'oeuvre de Louis-Ferdinand Elle[7].